# Ilimmaasaq

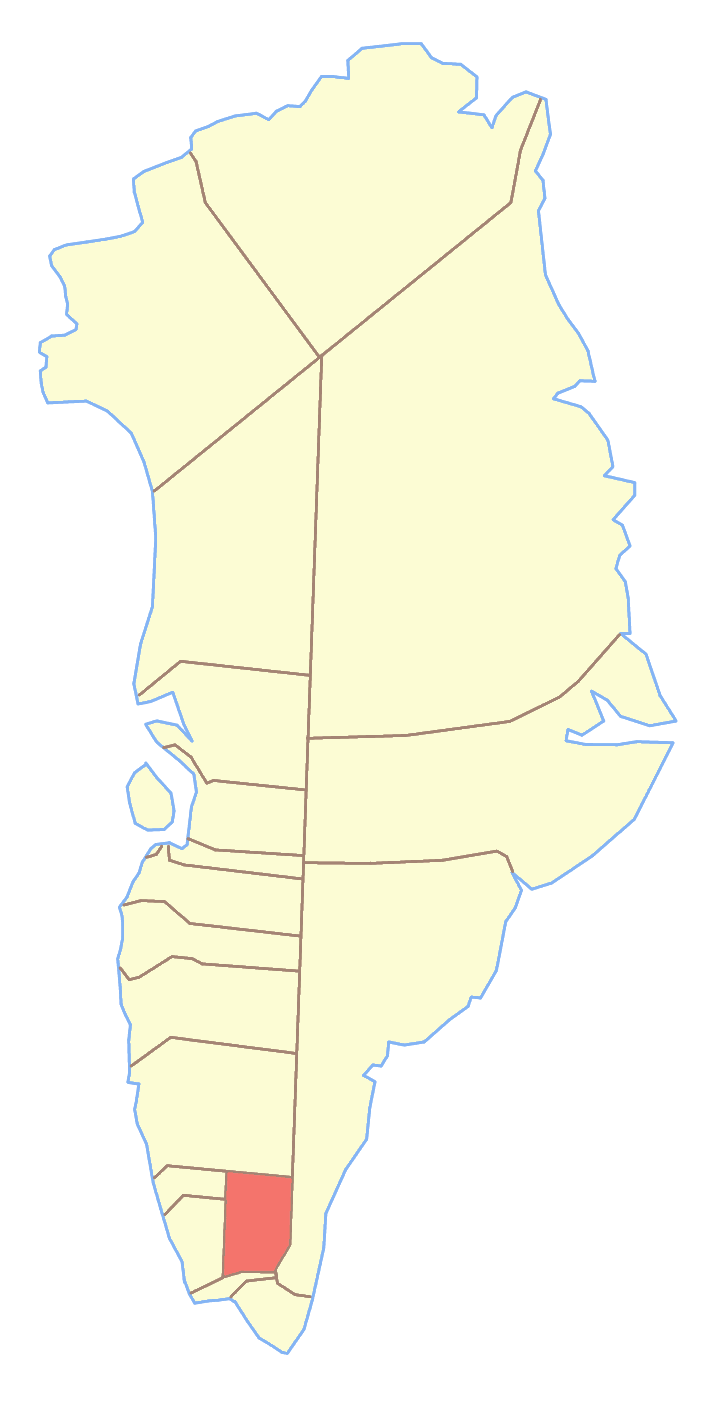
Ex comune di Narsaq, dove si trovava l'Ilimmaasaq

L'Ilimmaasaq (o Ilímaussaq) è una montagna della Groenlandia di 1 390 m. Si trova a 61°00'N 45°56'O; appartiene al comune di Kujalleq.